# Эскобар, Хеллен
Хеллен Эскобар (исп. Hellen Andrea Escobar Aguirre, род. 7 марта 1999 года, Колумбия) — колумбийская тяжелоатлетка. Серебряный призёр чемпионата мира 2023 года, призёр Панамериканских чемпионатов.

## Карьера
В 2019 году на Панамериканском чемпионате в Гватемале, колумбийская тяжелоатлетка завоевала бронзовую медаль в весовой категории до 71 кг с результатом 219 кг в сумме двоеборья.
В 2022 году на Панамериканском чемпионате в Боготе, Хеллен вновь завоевала медаль на сей раз серебряную в весовой категории до 76 кг с результатом 239 кг в сумме двоеборья.
На чемпионате мира 2022 года в Боготе она стала четвёртой в категории до 76 кг. 
В Саудовской Аравии, где состоялся Чемпионат мира по тяжёлой атлетике 2023 года, колумбийская спортсменка в категории до 76 кг завоевала серебряную медаль чемпионата мира с результатом 242 кг по сумме двух упражнений. Малая серебряная медаль в толчке и малая бронзовая в рывке также достались ей.

## Спортивные результаты
| Год  | Соревнование   | Место проведения | Весовая категория | Рывок  | Толчок | Сумма двоеборья | Место |
| 2022 | Чемпионат мира | Богота           | до 76 кг          | 107 кг | 135 кг | 242 кг          | 4     |
| 2023 | Чемпионат мира | Эр-Рияд          | до 76 кг          | 106 кг | 136 кг | 242 кг          | 2     |